# Guineea (regiune)

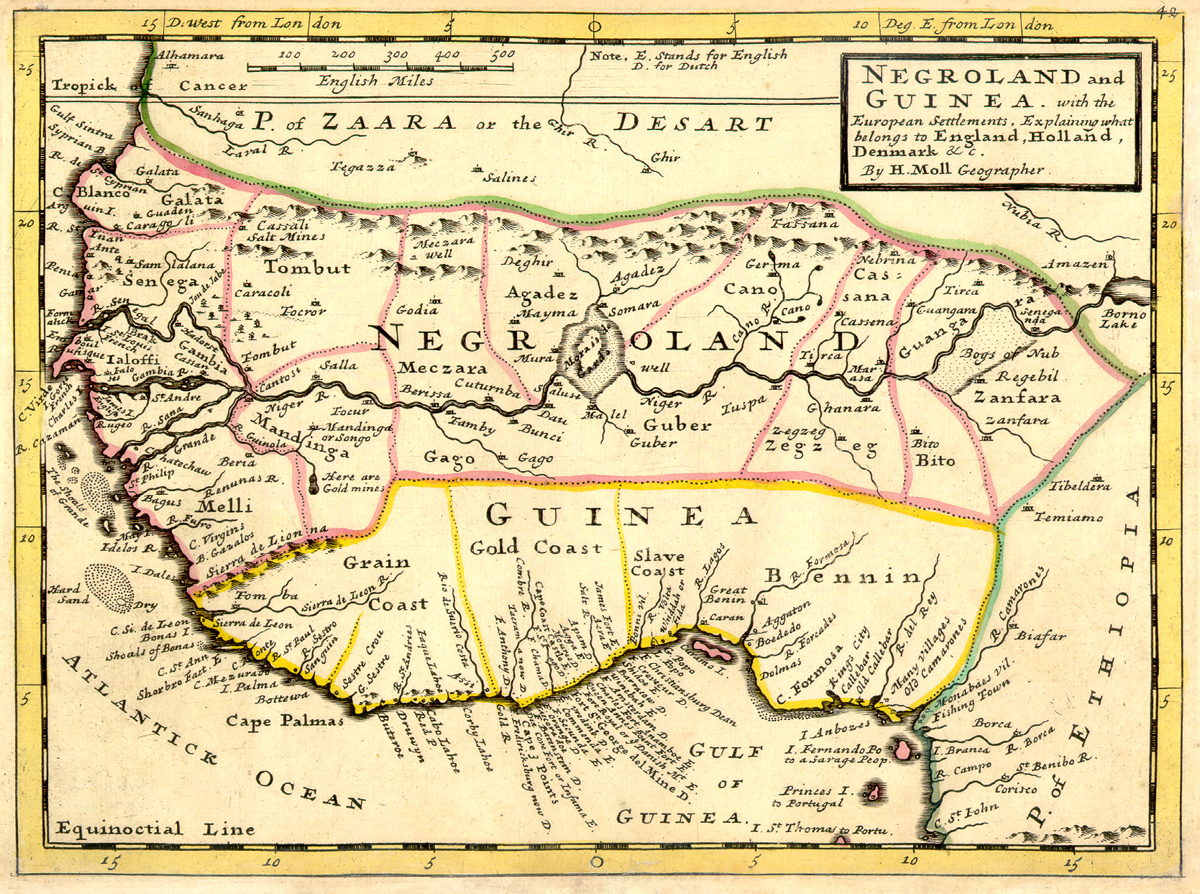
Guineea (regiune)

Guineea este un ținut istoric, termenul definea regiunea de sud din Africa de Vest. Denumirea are o serie de variante astfel populația berberă o numesc "Aginaw" (țara negrilor), portughezii au numit-o "Guinea" termen care a fost preluat în limbile Europene. Sunt și alte explicații etimologice ca de exemplu din limba latină "genu" (genunchi), denumire care se referă la forma arcuită a coastei africane. Regiunea are o lungime de 6.000 km și lățimea de 500 km. Ea se întinde în formă de semilună de-a lungul coastei Atlanticului, de la Senegal (Africa de Vest) peste o porțiune din Africa Centrală până la Angola (Africa Sudică). Ținutul dintre Senegal și Camerun este numit Guineea Superioară, iar restul Guineea Inferioară. Pe când Guineea Superioară are o regiune vastă de coastă, Guineea Inferioară are din cauza platoului înalt, o regiune îngustă de coastă. În toată regiunea predomină o climă tropicală, cu păduri și savane.

## Țări
Guineea Superioară
- Senegal
- Gambia
- Guineea-Bissau
- Guineea
- Sierra Leone
- Liberia
- Coasta de Fildeș
- Ghana
- Togo
- Benin
- Nigeria
- Camerun

Guineea Inferioară
- Camerun
- Guineea Ecuatorială
- Gabon
- Republica Congo
- Cabinda (spre Angola)
- Republica Democrată Congo
- Angola

## Fluvii
- Fluviul Congo în Guinea Inferioară și Niger în Guinea Superioară.